# 許廷弼
許廷弼（1468年—？），字世良，河南開封府蘭陽縣人，民籍，明朝政治人物。

## 生平
弘治二年（1489年）己酉科河南鄉試第二十一名舉人，正德三年（1508年）中式戊辰科會試第四十七名，二甲第六十五名進士。授禮部儀制司主事，曾因朝賀失儀被杖責。官至戶部郎中。

## 家族
曾祖許仲名；祖父許真，主簿；父許愷。母潘氏，繼母温氏。具慶下。兄許廷輔，弟許廷佐、許廷佑、許廷文。